# DJ Got Us Fallin' in Love
DJ Got Us Fallin' in Love è un brano musicale del cantante statunitense Usher, pubblicato il 13 luglio 2010 come primo singolo estratto dall'EP Versus. Il brano figura la partecipazione del rapper Pitbull. Il brano è stato reso disponibile per il download digitale il 13 luglio 2010, e per l'airplay radiofonico il 20 luglio 2010. Il singolo ha ottenuto un notevole successo in Belgio, Australia, Nuova Zelanda, Canada e Stati Uniti.
Il video musicale prodotto per DJ Got Us Fallin' in Love è stato presentato in anteprima il 25 agosto 2010.

## Tracce
1. DJ Got Us Fallin' in Love – 3:42

## Classifiche
| Classifica (2010)    | Posizione Massima |
| -------------------- | ----------------- |
| Australia            | 3                 |
| Austria              | 5                 |
| Belgio (Fiandre)     | 7                 |
| Belgio (Vallonia)    | 7                 |
| Canada               | 2                 |
| Danimarca            | 18                |
| Europa               | 3                 |
| Finlandia            | 8                 |
| Francia              | 3                 |
| Germania             | 5                 |
| Irlanda              | 6                 |
| Norvegia             | 9                 |
| Nuova Zelanda        | 4                 |
| Paesi Bassi          | 9                 |
| Regno Unito          | 7                 |
| Repubblica Ceca      | 9                 |
| Slovacchia           | 4                 |
| Spagna               | 11                |
| Svezia               | 15                |
| Svizzera             | 4                 |
| Ungheria             | 3                 |
| US Billboard Hot 100 | 4                 |
| US Pop Songs         | 2                 |
| US Adult Pop Songs   | 19                |
| US Latin Songs       | 16                |
| US Latin Pop Songs   | 10                |

### Classifiche di fine anno
| Classifica (2011) | Posizione |
| ----------------- | --------- |
| Stati Uniti       | 65        |